# Giulia Gorlero
Giulia Gorlero (* 26. September 1990 in Imperia) ist eine ehemalige italienische Wasserballspielerin. Sie war Olympiazweite 2016 sowie Weltmeisterschaftsdritte 2015. Bei Europameisterschaften siegte sie 2012, 2016 war sie Dritte.

## Karriere
Die 1,80 m große Giulia Gorlero spielte bis 2015 im Tor von Rari Nantes Imperia und gewann 2014 den italienischen Meistertitel. 2019 und 2021 war sie mit Orizzonte Catania italienische Meisterin.
Bei der Weltmeisterschaft 2011 in Shanghai bildeten Giulia Gorlero und Elena Gigli das Torhüterinnenduo der italienischen Nationalmannschaft. Die Italienerinnen bezwangen im Viertelfinale die Australierinnen nach Fünf-Meter-Schießen. Nach Niederlagen gegen die Griechinnen im Halbfinale und gegen die Russinnen im Spiel um den dritten Platz wurden die Italienerinnen Vierte. Im Januar 2012 bei der Europameisterschaft in Eindhoven gewannen die Niederländerinnen im Viertelfinale gegen die Niederländerinnen nach Fünf-Meter-Schießen. Nach einem Halbfinalsieg über die Russinnen standen sich im Finale Italienerinnen und Griechinnen gegenüber und diesmal siegten die Italienerinnen mit 13:10. Bei den Olympischen Spielen 2012 in London spielte Elena Gigli in allen sechs Partien, Gorlero hatte zwei Kurzeinsätze. Nach einer Viertelfinalniederlage gegen die Mannschaft aus den Vereinigten Staaten belegten die Italienerinnen insgesamt den siebten Platz.
2013 bildeten Giulia Gorlero und Laura Teani das Torhüterinnenduo beim Gewinn der Bronzemedaille bei der Universiade in Kasan. Bei der Europameisterschaft 2014 in Budapest belegten die Italienerinnen nach einer Halbfinalniederlage gegen die Niederländerinnen den vierten Platz, wobei Gorlero Stammtorhüterin und Teani Ersatztorhüterin war. Bei der Weltmeisterschaft 2015 in Kasan gewannen die Italienerinnen im Viertelfinale mit 9:6 gegen die Griechinnen. Nach einer Halbfinalniederlage gegen die Niederländerinnen im Penaltyschießen trafen die Italienerinnen im Spiel um den dritten Platz auf die Australierinnen und siegten nach Penaltyschießen, wobei im Spiel um den dritten Platz Teani im Tor stand.
Anfang 2016 fand in Belgrad die Europameisterschaft statt. Die Italienerinnen unterlagen im Halbfinale den Ungarinnen, gewannen aber das Spiel um den dritten Platz mit 10:9 gegen die Spanierinnen. Bei den Olympischen Spielen 2016 in Rio de Janeiro gewannen die Italienerinnen ihre Vorrundengruppe, wobei Gorlero in allen drei Spielen im Tor stand und Teani nur im dritten Spiel eingewechselt wurde. Beim Viertelfinalsieg gegen die Chinesinnen spielte nur Gorlero, im Halbfinale beim 12:9 gegen die Russinnen wurde Teani kurz eingewechselt. Im Finale siegte das Team aus den Vereinigten Staaten mit 12:5.
Danach blieb Gorlero Stammtorhüterin der Nationalmannschaft, Ersatzfrau war meist Federica Eugenia Lavi. Bei der Weltmeisterschaft 2017 in Budapest unterlagen die Italienerinnen im Viertelfinale den Russinnen und belegten letztlich den sechsten Platz. Ein Jahr später bei der Europameisterschaft 2018 in Barcelona spielte Gorlero in acht Partien, Lavi wurde zweimal eingewechselt. Nach einer Viertelfinalniederlage gegen die Ungarinnen wurden die Italienerinnen auch hier Sechste. Ebenfalls 2018 siegten die Spanierinnen bei den Mittelmeerspielen in Tarragona vor den Italienerinnen. 2021 konnte sich Gorlero mit der italienischen Mannschaft nicht für die Teilnahme an den Olympischen Spielen in Tokio qualifizieren. Kurz darauf beendete sie ihre aktive Laufbahn.